# Der Querschnitt

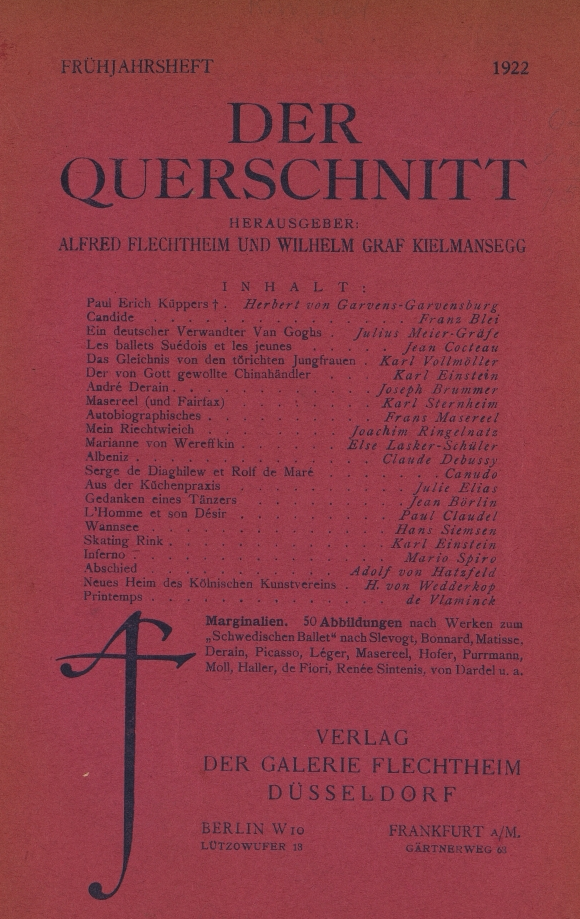
Umschlag der Frühjahrsausgabe von 1922

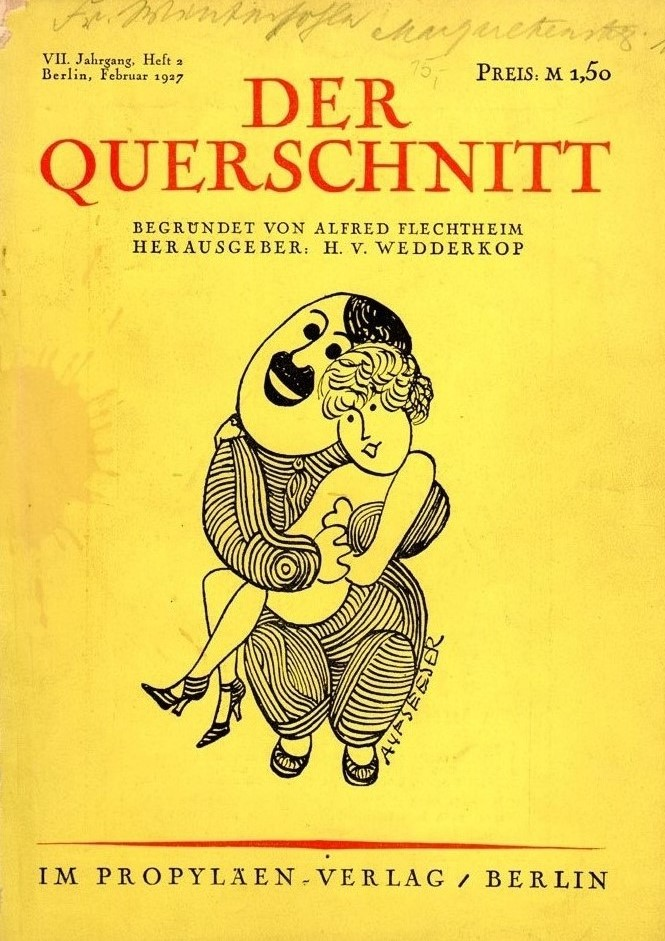
Umschlag vom Februar 1927. Mit einer Zeichnung von Ernst Aufseeser

Der Querschnitt – Das Magazin der aktuellen Ewigkeitswerte war eine Kulturzeitschrift, die von 1921 bis 1936 veröffentlicht wurde.

## Geschichte
Die Zeitschrift wurde ursprünglich 1921 von dem Galeristen Alfred Flechtheim als Mitteilungsblatt seiner Galerie initiiert und erzielte 1921–23 in Jahrbuchform Auflagen von 400 bis 700 Stück. Die Erstauflage 1921 hatte eine Auflage von 400 nummerierten Exemplaren und einen Preis von circa 120 Mark. Zunächst von Werner Heuser und Hermann von Wedderkop herausgegeben, wurde Der Querschnitt in seiner erfolgreichsten Periode (1924–31) alleine von Hermann von Wedderkop herausgegeben.
1923 gründete Flechtheim zusammen mit Heinz Tiedemann, Willy Dreyfus und Albert Dreyfus die Querschnitt-Verlag Aktiengruppe. Im November 1924 konnten Flechtheim und Wedderkop den Verleger Hermann Ullstein überzeugen, das Magazin im Propyläen-Verlag zu publizieren.  Um die Mitte der 1920er Jahre soll es als Vierteljahresschrift im Ullsteinhaus Auflagen um die 10.000 Stück erzielt haben. In der Glanzzeit 1928–29 waren es sogar 20.000. Der Querschnitt fungierte als ein Zeitgeistmagazin, in dem die moderne Literatur (Ernest Hemingway, Proust, Pound, Joyce) und Kunst (Picasso, Leger, Chagall) ebenso ihren Platz fanden wie „künstlerische“ Aktfotos und Fotos von Mittelgewichtsboxern und Tänzerinnen oder Erfahrungsberichte von (Hinter-)Hofsängern und Gigolos. Zu dieser Zeit persiflierte Hemingway Wedderkop und die Zeitschrift auch als Wedderschnitt vom Querkopf. Franz Blei und Anton Kuh lieferten in der Blütezeit der Zeitschrift häufig Beiträge. Der an der Frankfurter Kunstschule unterrichtende Willi Baumeister, für den sich das Magazin nicht zuletzt unter dem Einfluss Alfred Flechtheims ab 1928 verstärkt einsetzte, verlieh dem Querschnitt allein mittels einer modernen „Blickfangtype“ ein attraktives, stark werbendes Erscheinungsbild: „Auf dem Außentitel des Februar-Heftes 1931 […] begegnet […] erstmals jenes ‚schöne rote ‚Q‘‘, dessen Zuschreibung an Baumeister durch Walther Kiaulehns Schilderung eines gemeinsamen Besuchs mit Ernst Rowohlt im Stuttgarter Atelier des Künstlers im Jahre 1946 gesichert ist […]“.
Politisch gesehen war Der Querschnitt eher neutral, allerdings mit elitär snobistischer und ironischer Tendenz: „Für die Masse hat der Querschnitt nie Sinn gehabt ... Volk war misera plebs“. Zusammen mit der 'Neuen Rundschau` des Verlegers Samuel Fischer und der 'Weltbuehne` des Publizisten Jacobsohn verspottete Der Querschnitt den affektierten Zeitgeist der Weimarer Republik. An der Hetze der Rechten gegen die Weimarer Republik beteiligte sich die Zeitschrift nicht, allerdings zeigte in den späten Zwanzigerjahren Herausgeber Wedderkop deutliche Sympathien für Benito Mussolini, die auch in einem großen Interview zum Ausdruck kamen und mit ein Grund für seine stufenweise Ablösung gewesen sein dürften. In der Zeit Wedderkops hatte Der Querschnitt einen anspruchsvollen und elitäreren Ruf als der Uhu, der ebenfalls im Ullstein Verlag erschien und ca. 50 % günstiger war. In der Juni-Ausgabe 1930 wird auf dem Titelblatt zum letzten Mal auf die Gründung der Zeitschrift durch Alfred Flechtheim hingewiesen. Die letzte von Wedderkop herausgegebene Zeitschrift erschien im April 1931.
Vom 1. Januar 1930 bis Mai 1933 war dann Victor Wittner (1896–1949) Chefredakteur und versuchte mühsam, das Blatt durch die ökonomisch und politisch düsteren Zeiten zu steuern. Die Weltwirtschaftskrise und die Machtergreifung der NSDAP hatten zu massiven Einbrüchen der Auflage geführt. Danach führten Wolfram von Hanstein und seine Frau Elisabeth die Zeitschrift auf niedrigem intellektuellen Niveau weiter. Das gleichgeschaltete NS-Medium Berliner Börsen-Zeitung bezeichnete den Querschnitt 1934 als unvereinbar mit dem „deutschen Werden“. 1935–36 unternahm Edmund Franz von Gordon (* 1901; † 1986), im Rahmen des Steglitzer Verlages, resp. des Heinrich Jenne Verlages Berlin, einen letzten Rettungsversuch. Immerhin gab es so einen letzten kurzen Aufschwung der Zeitschrift zwischen 1935 und 1936, als sich die Zahl der verkauften Exemplare von 1.600 auf 16.000 erhöhte. Nach dem Ende der Berliner Olympischen Spiele von 1936 wurde das weltoffene Oberschichtmagazin jedoch nach einer Attacke im SS-Organ Das Schwarze Korps von der NSDAP verboten. Anlass war ein kleines „Fremdwörterbuch“, in dem unter anderen die Begriffe absurd als „wenn einer noch auf bessere Zeiten hofft“, Feuilleton als „das was in der Zeitung noch gelesen wird“ und Vulkan als „Tanzplatz in kritischen Zeiten“ definiert wurden. Joseph Goebbels notierte am 13. Oktober 1936 dazu in sein Tagebuch:

„Gestern: gelesen, gearbeitet. Zwei Zeitschriften ‚Inneres Reich‘ und ‚Querschnitt‘ wegen dreister Unverschämtheiten verboten. Das hat wohlgetan. Die waren wieder frech wie Dreck.“

## Anekdote
Über die Herkunft des Namens Querschnitt äußerte sich Ottomar Starke wie folgt: „Ich meinte (zum Rat suchenden Alfred Flechtheim), der Titel der Zeitschrift müsste mit einem weniger häufigen Buchstaben des Alphabets beginnen, damit sie in den Katalogen an sichtbarer Stelle figurierte, also mit einem Q, einem X oder einem J. Und es fiel mir auch gleich das Wort Querschnitt ein.“